# 五箇村 (福島県)
五箇村（ごかむら）は福島県西白河郡にかつて存在した村である。

## 地理
現在の白河市、旧白河市の西部に位置する。
村は阿武隈川の南岸に位置する。

## 歴史

### 村域の変遷
- 1889年（明治22年）4月1日 - 町村制施行により、双石村・借宿村・田島村・舟田村・板橋村・蕪内村が合併し西白河郡五箇村が発足。
- 1907年（明治40年）4月1日 - 蕪内が釜子村に編入。
- 1955年（昭和30年）3月1日 - 白河市に編入され消滅。

変遷表
| 1868年 以前 | 1868年 以前 | 明治10年 | 明治22年 4月1日 | 明治40年 4月1日 | 昭和30年 3月1日 | 平成17年 11月7日 | 現在   |
| ----------- | ----------- | -------- | --------------- | --------------- | --------------- | ---------------- | ------ |
|             | 双石村      | 双石村   | 五箇村          | 五箇村          | 白河市 に編入   | 白河市           | 白河市 |
|             | 借宿村      | 借宿村   | 五箇村          | 五箇村          | 白河市 に編入   | 白河市           | 白河市 |
|             | 細倉村      | 借宿村   | 五箇村          | 五箇村          | 白河市 に編入   | 白河市           | 白河市 |
|             | 田島村      |          | 五箇村          | 五箇村          | 白河市 に編入   | 白河市           | 白河市 |
|             | 舟田村      |          | 五箇村          | 五箇村          | 白河市 に編入   | 白河市           | 白河市 |
|             | 板橋村      |          | 五箇村          | 五箇村          | 白河市 に編入   | 白河市           | 白河市 |
|             | 蕪内村      | 蕪内村   | 五箇村          | 釜子村 に編入   | 東村            | 白河市           | 白河市 |

## 大字
- 双石（くらべいし）
- 借宿（かりやど）
- 田島（たじま）
- 舟田（ふなだ）
- 板橋（いたばし）

## 人口・世帯

### 人口
総数 [単位： 人]
| 1891年（明治24年） | 2,760 |
| 1920年（大正 9年） | 2,618 |
| 1947年（昭和22年） | 3,396 |

### 世帯
総数 [単位： 世帯]
| 1920年（大正 9年） | 478 |
| 1947年（昭和22年） | 524 |